# 1526 Mikkeli
1526 Mikkeli eller 1939 TF är en asteroid upptäckt den 7 oktober 1939 av den finske astronomen Yrjö Väisälä vid Storheikkilä observatorium. Asteroiden har fått sitt namn efter det finska namnet på staden S:t Michel, Finland.